# Lacabou
Lacabou ist eine osttimoresische Aldeia im Suco Namolesso (Verwaltungsamt Lequidoe, Gemeinde Aileu). 2015 lebten in der Aldeia 137 Menschen.

## Geographie und Einrichtungen
Die Aldeia Lacabou nimmt die Mitte des Sucos Namolesso ein und reicht dabei von der Nordgrenze zum Suco Fahisoi, bis an die Grenze im Südosten zum Suco Acubilitoho. Östlich befindet sich die Aldeia Serema und westlich die Aldeias Aitoin und Maucurunamo. Eine Straße führt durch das Zentrum der Aldeia von Ost nach Westen. An ihr liegt ein Großteil der Besiedlung der Aldeia. Die an der Straße liegenden Siedlungen gehen ineinander über, so dass sie zusammen Namolesso, den Hauptort des Sucos bilden. Der Ort reicht auch in die benachbarten Aldeias. In der Aldeia Lacobou befinden sich die Siedlungen Lacabou und der Westen von Serema an der Straße. Weiter südlich befindet sich an einer Seitenstraße der Weiler Gariqai.
An der Hauptstraße liegen eine Kirche, die Grundschule Escola Primaria Namuleso und die Sitze des Verwaltungsamts Lequidoe und des Sucos Namolesso.